# デレク・ベイリー
デレク・ベイリー (Derek Bailey、1930年1月29日 - 2005年12月25日) は、イングランドのギター奏者、インプロヴァイザー（即興演奏者）。

## 来歴
サウス・ヨークシャー州シェフィールド出身。11歳よりギターを始め、1950年代には地元でプロのギタリストとして活動する。1960年代初頭、ギャヴィン・ブライアーズやトニー・オクスレイと共に「ジョセフ・ホルブルック」というトリオで活動。
1966年にロンドンに移り、その後、エヴァン・パーカー等のフリー・フォーム系の奏者と共演し、またジョン・スティーヴンスの率いるスポンティニアス・ミュージック・アンサンブルのレギュラー・メンバーとなる。1968年、パーカー、ヒュー・デイヴィス、ジェイミー・ミューアらとザ・ミュージック・インプロヴィゼーション・カンパニー（The Music Improvisation Company）を結成し、1970年8月に同名アルバムを発表。1970年、パーカー、トニー・オクスレイと共にレコードレーベル『Incus Records』を設立する。
1976年、カンパニーを結成。このグループはメンバーが流動的で、アンソニー・ブラクストン、ハン・ベニンク、スティーヴ・レイシーを含む多くのミュージシャンが出入りした。
1994年9月、日本のルインズと共にレコーディングを行い、デレク&ザ・ルインズ名義のアルバム『Saisoro』（1995年）を発表した。1997年4月にも共演してアルバム『Tohjinbo』（1998年）を発表した。
2005年12月25日、運動ニューロン病による合併症で死去。75歳没。

## ディスコグラフィ

### リーダー・アルバム
- 『トポグラフィー・オブ・ザ・ラングス』 - The Topography of the Lungs (1970年、Incus) ※with ハン・ベニンク、エヴァン・パーカー
- 『ザ・ミュージック・インプロヴィゼーション・カンパニー』 - The Music Improvisation Company 1968-1971 (1971年、Incus) ※with the Music Improvisation Company
- 『チェロとギターのための即興曲』 - Improvisations For Cello And Guitar (1971年、Incus) ※with デイヴ・ホランド
- 『ロンドン・コンサート』 - The London Concert (1971年、ECM) ※with エヴァン・パーカー
- Solo Guitar Volume 1 (1971年、Incus)
- 『ギター・ソロII』 - Solo Guitar Volume 2 (1972年、Incus)
- 『ファーストコンサート1974』 - First Duo Concert (1974年、Emanem) ※with アンソニー・ブラクストン
- Lot 74 - Solo Improvisations (1974年、Incus)
- 『インプロヴィゼーション』 - Improvisation (1975年、Cramps Records)
- 『デュオ&トリオ・インプロヴィゼイション』 - Duo & Trio Improvisation (1978年、Kitty)
- 『デレク・ベイリー・ソロ』 - Solo (1978年、Incus)
- 『未在のアナルキィア』 - New Sights, Old Sounds / Solo Live (1979年、Morgue)
- Time (1979年、Incus) ※with トニー・コー
- Aida (1980年、Incus)
- Views from Six Windows (1980年、Metalanguage) ※with クリスティン・ジェフリー
- Dart Drug (1981年、Incus) ※with ジェイミー・ミューア
- 『ヤンキース』 - Yankees (1983年、Celluloid) ※with ジョージ・ルイス、ジョン・ゾーン
- Notes: Solo Improvisations (1985年、Incus)
- Compatibles (1986年、Incus) ※with エヴァン・パーカー
- Moment Précieux (1987年、Victo) ※with アンソニー・ブラクストン
- Cyro (1988年、Incus) ※with シロ・バプティスタ
- Figuring (1990年、Incus) ※with バール・フィリップス
- Village Life (1992年、Incus) ※with ルイス・モホロ、Thebe Lipere
- 『インプロヴァイズド・ミュージック・ニューヨーク1981』 - Improvised Music New York 1981 (1992年、MuWorks) ※with フレッド・フリス、ソニー・シャーロック、ジョン・ゾーン、ビル・ラズウェル、チャールズ・ノーイエス
- Wireforks (1993年、Shanachie) ※with ヘンリー・カイザー
- Playing (1993年、Incus)
- Drop Me Off at 96th (1994年、Scatter)
- Saisoro (1995年、Tzadik) ※with ルインズ
- 『ハラス』 - Harras (1995年、Avant) ※with ウィリアム・パーカー、ジョン・ゾーン
- Banter (1995年、OODiscs) ※with グレッグ・ベンディアン
- Close to the Kitchen (1996年、Rectangle) ※with ノエル・アクショテ
- Lace (1996年、Emanem)
- 『ギター、ドラムス&ベース』 -  Guitar, Drums 'n' Bass (1997年、Avant)
- Music & Dance (1997年、Revenant)
- And (1997年、Rectangle) ※with パット・トーマス、スティーヴ・ノーブル
- Takes Fakes and Dead She Dances (1997年、Incus)
- Trio Playing (1997年、Incus)
- 『サイン・オブ4』 - The Sign Of 4 (1997年、Knitting Factory Works) ※with パット・メセニー、グレッグ・ベンディアン、ポール・ワーティコ
- 『寄り添い合いし 秩序と無秩序の気配かな』 - Drawing Close, Attuning - The Respective Signs Of Order And Chaos (1997年、J-Factory) ※with 灰野敬二
- Tohjinbo (1998年、Paratactile)
- 『ヴァイパー』 - Viper (1998年、Avant) ※with ミン・シャオ・フェン
- 『ノー・ウェイティング』 - No Waiting (1998年、Potlatch) ※with ジョエル・レアンドル
- Dynamics of the Impromptu (1998年、Entropy Stereo) ※with ジョン・スティーヴンス、トレヴァー・ワッツ
- Arch Duo (1999年、Ratascan) ※with エヴァン・パーカー
- Playbacks (1999年、Bingo)
- 『アウトカム』 - Outcome (1999年、Potlatch) ※with スティーヴ・レイシー。1983年録音
- Daedal (1999年、Incus) ※with スージー・イバラ
- Locational (2000年、Incus) ※with アレックス・ワード
- String Theory (2000年、Paratactile)
- Mirakle (2000年、Tzadik) ※with ジャマラディーン・タクマ、カルヴィン・ウェストン
- Songs (2000年、Incus) ※with 灰野敬二
- 『Live In Okayama 1987』 - Live In Okayama 1987 (2000年、	Improvised Company) ※with 豊住芳三郎、ペーター・ブロッツマン
- Llaer (2001年、Sofa) ※with インガ―・ツァッハ
- Fish (2001年、PSF) ※with 羽野昌二
- Ore (2001年、Arrival) ※with エディ・プレヴォ
- Barcelona (2002年、Hopscotch) ※with アグスティ・フェルナンデス
- 『バラッズ』 -  Ballads (2002年、Tzadik)
- Right Off (2002年、Numerica) ※with カルロス・ベシェガス
- Duos, London 2001 (2002年、Incus)
- Bailey/Hautzinger (2002年、Grob) ※with フランツ・ホウツィンガー
- 『ピーシズ・フォー・ギター』 - Pieces for Guitar (2002年、Tzadik) ※1965年-1966年録音
- New Sights Old Sounds (2002年、Incus)
- Soshin (2003年、Ambiances Magnetiques) ※with フレッド・フリス、アントワーヌ・バーサウム[7]
- Nearly a D (2003年、Emanem) ※with フロデ・イェシュタード
- Scale Points on the Fever Curve (2004年、Emanem) ※with マイロ・ファイン
- Carpal Tunnel (2005年、Tzadik)
- 『トゥ・プレイ〜ザ・ブレミッシュ・セッションズ』 - To Play: The Blemish Sessions (2006年、Samadhisound)
- Derek (2006年、Amulet) ※with シロ・バプティスタ
- Standards (2007年、Tzadik)
- Tony Oxley Derek Bailey Quartet (2008年、Jazzwerkstatt)
- More 74: Solo Guitar Improvisations (2010年、Incus)
- Close to the Kitchen (2011年、Rectangle)
- Derek Bailey Plus One Music Ensemble (2012年、Nondo)
- The Complete 15th August 2001 (2013年、Confront) ※with Simon H. Fell
- 28 Rue Dunois Juillet 1982 (2014年、Fou) ※with ジョエル・レアンドル、ジョージ・ルイス、エヴァン・パーカー
- Playing With A Dead Person (2016年、Bôłt) ※with ジョン・ティルバリー
- L'Astrolab (1994 02-1) (2016年、Noël Akchoté Downloads) ※with ノエル・アクショテ
- Royal Volumes 1 & 2 (2017年、Honest Jon's Records) ※with アンソニー・ブラクストン
- Extracting Fish-Bones From The Back Of The Despoiler (2017年、The Beak Doctor) ※with グレッグ・グッドマン
- Klinker (2018年、Confront)
- Topographie Parisienne (Dunois, April 3d, 1981) (2019年、Fou) ※with ハン・ベニンク、エヴァン・パーカー
- Rainbow Family (2020年、Carrier) ※with ジョージ・ルイス、スティーヴ・レイシー
- Live At FarOut, Atsugi 1987 (2020年、NoBusiness) ※with 高木元輝
- Leeds 08/11/1996 (2020年、Scatter) ※with the XIII Ghosts
- Derek Bailey, Trevor Watts & Terry Day At LTC – Amazing Band At N.E.Poly (2020年、Terry Day Archives) ※with トレヴァー・ワッツ、テリー・デイ
- 1993+1992 (2020年、Scatter) ※with ジョン・スティーヴンス

### スポンティニアス・ミュージック・アンサンブル
- 『カリョウビン』 - Karyobin (1968年、Island records)

## 著書
- 『インプロヴィゼーション：即興演奏の彼方へ』(竹田賢一＋木幡和枝＋斉藤栄一＝訳、工作舎 1981) ISBN 978-4-87502-222-0